# Kuuroord

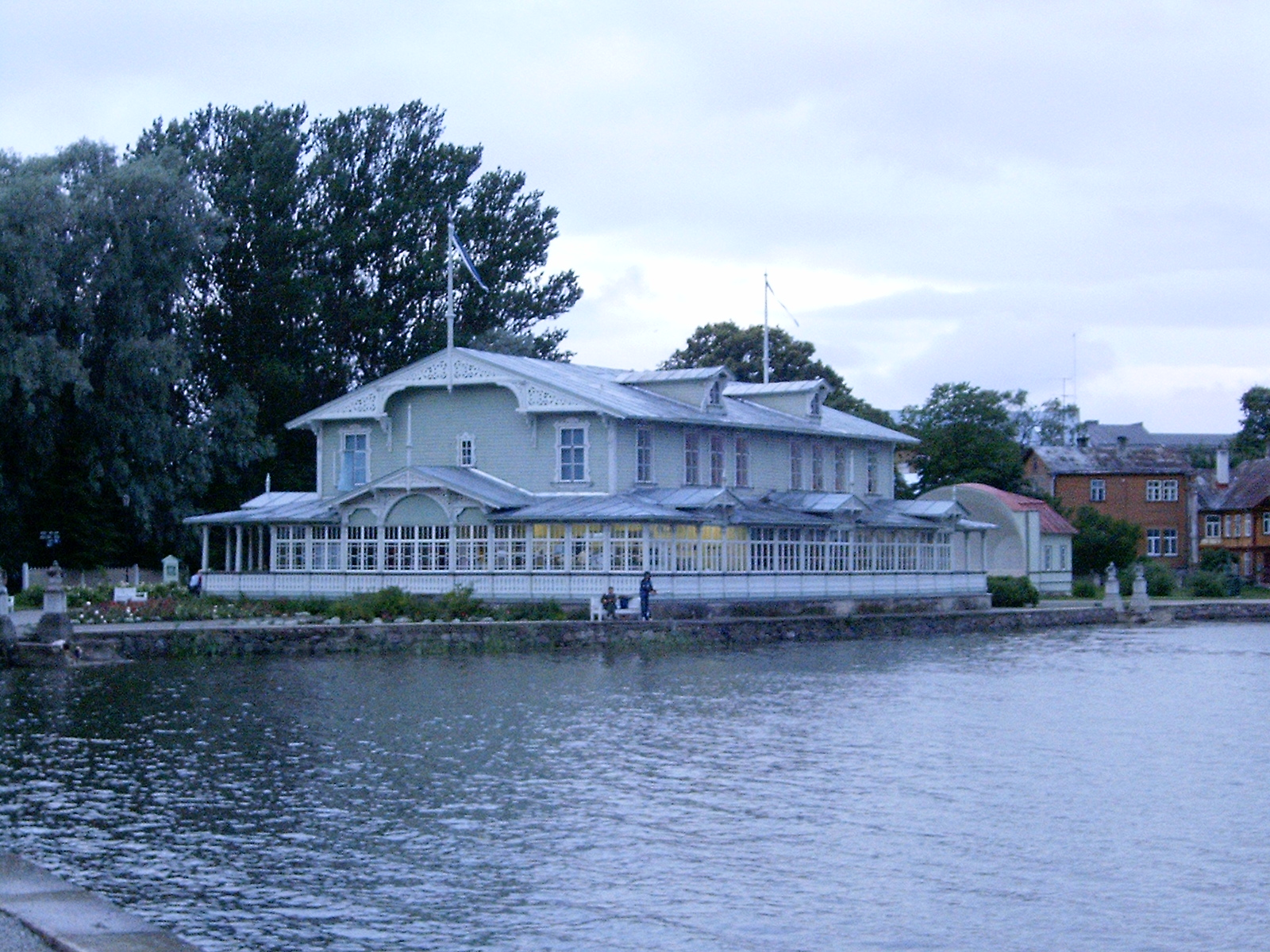
Keizerlijk kuuroord van Haapsalu in Estland (Seebad)

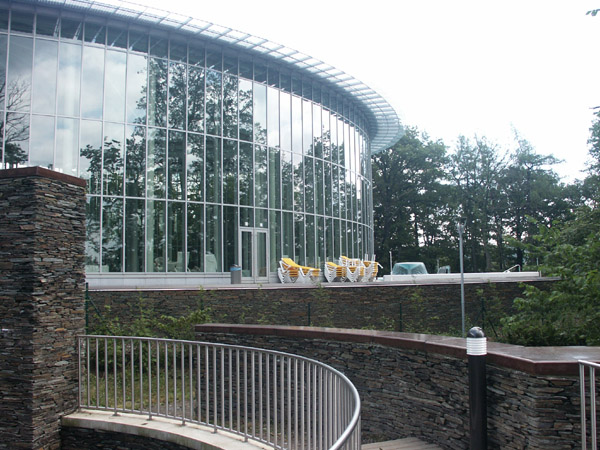
Thermen van Spa in België

Een kuuroord is een toeristisch oord dat zich richt op ontspanning en recreatie, maar met een medische gevoelswaarde. Een verblijf in een kuuroord wordt gunstig geacht voor de gezondheid door geneeskrachtige bronnen of gezonde lucht. Een kuuroord heeft vaak ook hotelfaciliteiten, al hoeven die zich niet op het terrein van het kuuroord te bevinden.

## Geschiedenis
Kuuroorden bestaan al sinds de oudheid, vaak werden aan opborrelende waterbronnen met bijzondere minerale of thermische eigenschappen een bovennatuurlijk karakter toegemeten. Godheden werden verbonden aan zulke bronnen, zoals Diktynna in Minoïsch Kreta of Borvo in Gallië. Bij de Etrusken hielden priesters toezicht over de thermale waterbronnen. Ook de Romeinen beschouwden warmwaterbronnen als heiligdommen van goddelijke oorsprong. Na het drinken van of baden in het water werd een offer gedaan in een nabije tempel. Maar bij de Romeinen kwam het baden in warmwaterbronnen ook los van het sacrale. Zij gebruikten het water voor hun thermen. 
In de vroege middeleeuwen verdween de collectieve badcultuur. Thermische of minerale bronnen werden vaak gekerstend, waarbij hun geneeskrachtige eigenschappen niet meer aan een godheid maar aan een heilige werden toegeschreven. Zo werd de geneeskracht van de bronnen van Spa toegeschreven aan de heilige Remaclus. In de 11e en 12e eeuw, mogelijk onder invloed van terugkerende kruisvaarders, kwam baden terug in zwang. Zo stichtte Lodewijk IX van Frankrijk een badinrichting in Ax-les-Thermes voor lepralijders. In de 14e en 15e eeuw verschenen er ook handleidingen en gidsen omtrent waterbronnen (Pietro de Tussignano, Ugolino de Montecatini, Michaeli Savonarola). Maar in de 15e en 16e eeuw kwam er ook tegenkanting tegen de badcultuur, uit religieuze maar ook uit medische hoek. Ambroise Paré toonde zich een tegenstander van het baden.
Aan het einde van de 16e eeuw werden thermale en minerale bronnen terug populairder. Notabelen bezochten in de 17e eeuw belangrijke kuuroorden als Spa, Forges, Vichy en Bourbon-l'Archambault. Thermale kuren werden een belangrijk onderdeel van het Franse hofleven.
In de 18e eeuw werd het kuuroord weer populair in Engeland, met name in Bath en Tunbridge Wells. Het Engels woord spa verwijst naar de Belgische stad Spa, dat een bekend kuuroord was. Ook op het 'vasteland' werd kuren in de 19e eeuw steeds populairder. Vooral onder het Tweede Franse Keizerrijk werden kuuroorden erg populair. Hun aantal in Frankrijk steeg van 77 in 1830 naar 640 in 1900. En het aantal gasten vertienvoudigde. Ook kwamen er wettelijke regels, medische verenigingen en wetenschappelijke studies naar hydrologie.
Tijdens het interbellum werden kuuroorden toegankelijk voor de middenklasse en na de Tweede Wereldoorlog werden thermale kuren soms opgenomen in de sociale zekerheid. Sinds 2021 staan elf Europese kuuroorden op de UNESCO-Werelderfgoedlijst als onderdeel van de werelderfgoedinschrijving Historische kuuroorden van Europa.

## Duitsland
In Duitsland en andere Duitstalige landen heeft het woord Kurort een andere betekenis. Het is een officieel 'predicaat', een onderscheiding voor plaatsen met faciliteiten voor geneeskundige therapieën en een langer durend verblijf, zonder dat het daarbij om een ziekenhuis, verpleeghuis of revalidatiecentrum gaat. Doorgaans ligt een Kurort op een landschappelijk mooie plek. In totaal telt Duitsland ruim 200 Kurorte.
Kuurprogramma’s worden in Duitsland vaak vergoed door het ziekenfonds. De vergoeding hiervoor was vóór 1990 ruimer dan nadien. De volgende predicaten bestaan:
- Heilbad: Plaatsen waar medische instituten aanwezig zijn die voor veel kuurprogramma’s noodzakelijk zijn. Heilbäder kunnen Seeheilbad, Mineralheilbad, Moorheilbad (algenrijke venen) of Kneippheilbad zijn. Alleen erkende Heilbäder mogen de toevoeging 'Bad' in de plaatsnaam voeren (bv. Bad Ems).
- Seebad: Plaatsen waar medische instituten aanwezig zijn die voor veel kuurprogramma’s noodzakelijk zijn, maar die desondanks geen Heilbäder zijn. Een Seebad ligt aan zee en mag de toevoeging Seebad in de plaatsnaam voeren.
- Kneippkurort: Plaatsen waar gekuurd kan worden volgens de principes van Sebastian Kneipp.
- Heilklimatischer Kurort: Plaatsen met een zodanig gezond klimaat dat ze erkend zijn door Deutsche Wetterdienst (DWD).
- Luftkurort: Wijdverbreid predicaat voor kuurplaatsen zonder medische instituten.

## Nederland
Sinds 2014 heeft Nederland drie plaatsen met het officiële predicaat 'badstatus' van de European Spas Association:
- Domburg
- Cadzand-Bad
- Noordwijk

Verder zijn er in Nederland vier erkende thermaalbaden/kuurcentra:
- Bad Nieuweschans - Thermen Bad Nieuweschans (sinds 1985)
- Valkenburg - Thermae 2000 (sinds 1989)
- Arcen - Thermaalbad Arcen - Zoutwaterbron (sinds 1989)
- Nijmegen - Sanadome Nijmegen (sinds 1995)

In 1884 werd in Scheveningen het Kurhaus gebouwd voor badgasten. Een jaar later werd in Valkenburg het door Pierre Cuypers ontworpen kuurhotel Huis ter Geul gebouwd.

## België
- Spa - Thermen van Spa
- Chaudfontaine

## Polen
- Cieplice Śląskie-Zdrój - Uzdrowisko Cieplice
- Polanica Zdrój - Uzdrowiska Kłodzkie

## Tsjechië
- Karlsbad (Karlovy Vary)

## Hongarije
- Eger - Eger Termál.